# Michaeliskloster
Michaeliskloster (Michaelskloster), auch Erzengel-Michael-Kloster (Erzengelkloster) steht für dem Erzengel Michael geweihten Klöster.

## Belgien
- Abtei St. Michael (Antwerpen)

## Bulgarien
- Kloster Drjanowo, Drjanowo

## Deutschland
- Kloster Michelsberg, Bamberg
- Kloster Michaelstein, Blankenburg
- Michaelskloster (Heidelberg)
- Michaeliskloster (Hildesheim)
- St. Michaelis (Lüneburg)
- Michaelskloster (Paderborn)
- St. Michaels Kloster Metten, Regensburg
- Michaeliskloster (Rostock)
- Abtei St. Michael (Siegburg)

## Frankreich
- Abbaye Saint-Michel-de-Cuxa, Perpignan
- Kloster Mont-Saint-Michel (Abtei), Normandie

## Italien
- Kloster San Michele della Verruca, Pisa
- Kloster San Michele a Quarto, Siena
- Santissima Trinità und S. Michele Kloster Brondolo

## Kosovo
- Erzengelkloster (Prizren)

## Mexiko
- Konvent San Miguel in Huejotzingo, eins der ersten christlichen Klöster in Amerika

## Österreich
- Franziskanerkirche und Kloster St. Michael

## Russland
- Erzengel-Michael-Kloster (Archangelsk), Archangelsk

## Serbien
- Kloster Tresije, Belgrad

## Spanien
- San Miguel de los Reyes, Valencia

## Ukraine
- St. Michaelskloster (Kiew), Kiew
- Brigittenkloster Luzk

## Vereinigtes Königreich
- Saint Michael’s Abbey, Farnborough, England